# 約庫加弗倫嶺
72°42′S 3°21′W / 72.700°S 3.350°W
約庫加弗倫嶺（Jøkulgavlen Ridge），是南極洲的山嶺，位於毛德皇后地的瑪塔公主海岸，處於博格地塊的約庫爾斯卡韋特嶺南部，挪威製圖師根據探險隊的測量和空中照片繪入地圖，現時由南極條約體系管理。

## 外部連結
. . United States Geological Survey.   [2012-07-30].